# Sint-Jacobikerk (Herford)
De Sint-Jacobikerk is een protestants kerkgebouw in Radewig, het oudste stadsdeel van de Westfaalse hanzestad Herford.

## Geschiedenis

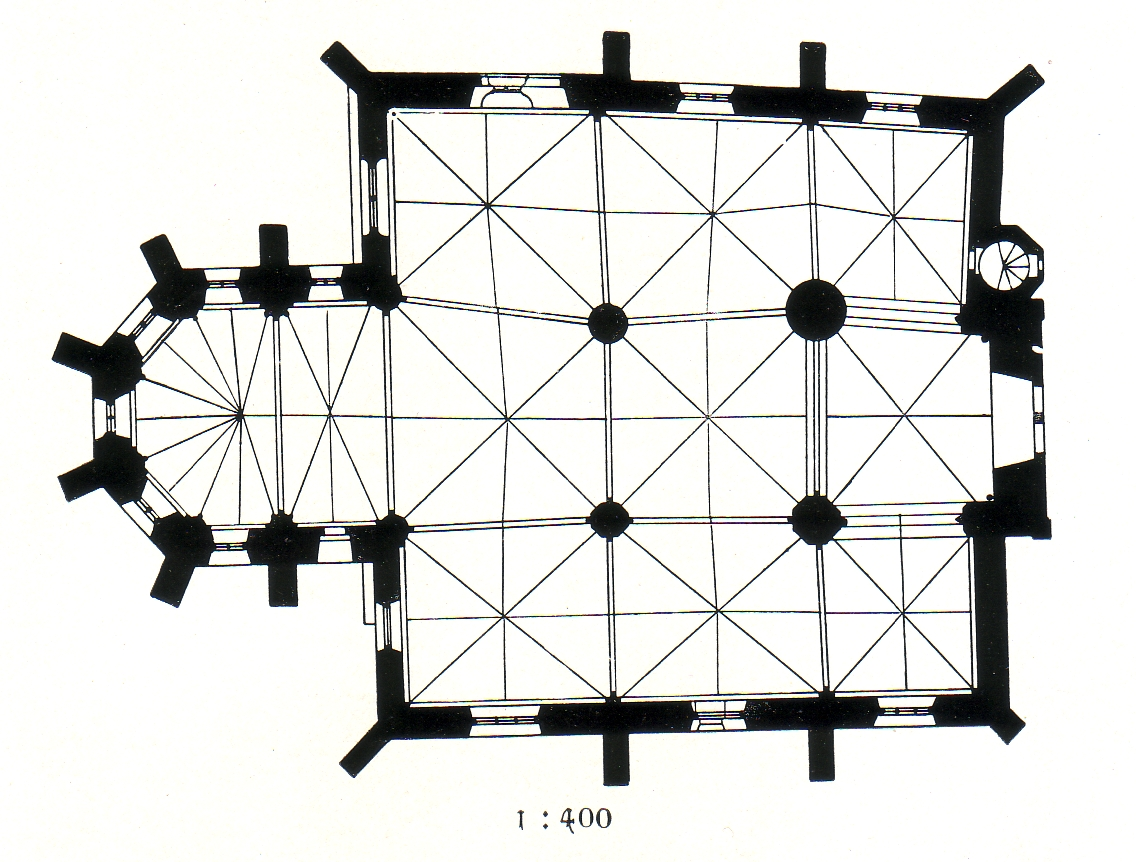
plattegrond

Over het begin van de Sint-Jacobikerk is weinig bekend. Er wordt vaak beweerd dat er sprake was van een voorganger, maar bewijzen daarvan ontbreken. Het huidige gotische bouwwerk werd voltooid in het 2e kwart van de 14e eeuw. De extreem lange bouwtijd van de kerk wijst op voortdurende geldgebrek. Tussen de voltooiing van het kerkschip en de toren verliepen bijna 100 jaar.
De Jacobikerk draagt de naam van de apostel Jacobus. Een bul uit 1510 van paus Julius II stelt dat de Jacobikerk geen parochiekerk was. Gezien het patrocinium van de kerk is het daarom waarschijnlijk dat het een pelgrimskerk betrof. Herford lag op het kruispunt van een aantal handelswegen en de kerk vormde voor de reformatie een halte voor pelgrims op weg naar het graf van de apostel in het Spaanse Santiago de Compostella.
In de jaren 1530-1536 werd de reformatie in Herford ingevoerd. De pelgrimskerk werd in 1530 op initiatief van de stadsraad gesloten; van de inventaris die werd geplunderd of verwoest is niets overgebleven. De uitzondering vormt een in 2010 bij toeval gevonden stenen fragment van een heiligenbeeld dat ingeklemd zat tussen twee muren. De schelp, het attribuut van Sint-Jacob, die zich aan de zuidwestelijke pijler bevindt werd volgens onderzoek merkwaardig genoeg pas na de reformatie aangebracht. Na de sluiting van de kerk in 1530 deed het gebouw lange tijd dienst als paardenstal en schuur. Pas na 60 jaar werd de kerk weer in gebruik genomen, maar nu als protestantse parochiekerk. De datum van de heropening als kerkgebouw viel op de donderdag na de eerste advent van het jaar 1590.
Tijdens de grote stadsbrand van Herford in 1638 werden het dak en de torenspits beschadigd en aansluitend herbouwd. Door een blikseminslag in 1778 brandde de torenspits opnieuw af. De wederopbouw van de toren volgde in 1786. Uit dat jaar stamt de huidige, voor Westfalen ongewone, renaissance bekroning.
In de nacht van 16 op 17 december 1940 vielen de eerste geallieerde bommen op Herford. De schade bleef gelukkig binnen de perken; het kerkgebouw werd slechts beschadigd aan het zuidelijk portaal en een van de zuidelijke steunberen.

## Inrichting
Het interieur van de kerk is fraai beschilderd en bezit kunstwerken uit de late renaissance van de 16e en 17e eeuw. Met name de fraaie kansel met het beeldenrijke klankbord en het renaissance doopvont zijn vermeldenswaardig. Curieus zijn de barokke kroonluchter met een hertenkop en een walvisrib, die door de toenmalige burgemeester in 1589 op het eiland Juist werd verworven.

## Orgel
Het orgel van de kerk werd in 1973 door de orgelbouwer Gustav Steinmann uit Vlotho gebouwd. Het nieuwe orgel verving een historisch instrument, dat tot het jaar 1863 op een voormalig doksaal stond en tijdens de afbraak van het doksaal op de westelijke galerij werd opgesteld. Dit instrument werd herhaaldelijk veranderd en vergroot en was na de beschadigingen in de oorlog weer in het jaar 1952 bespeelbaar. In 1968 werd het orgel gedemonteerd en door nieuwbouw vervangen. Slechts een deel van de oude orgelkas en ornamentiek werd bij de nieuwbouw hergebruikt.
Het huidige orgel heeft 25 registers verdeeld over twee klavieren en pedaal.

## Kohlfest
In Radewig wordt jaarlijks het zogenaamde Kohlfest (koolfeest) gevierd. Volgens de overlevering werd de kerk tijdens de heropening in 1590 met boerenkool versierd, omdat men wegens een ongewoon sneeuwrijke winter van dat jaar geen dennengroen uit het bos kon halen. Anton Brudtlacht, de burgemeester van Herford die het initiatief nam om de kerk te heropenen, liet de kerk een deel van zijn vermogen na en het was zijn wens dat het kerkwijdingsfeest met een eredienst, muziek en een feestelijke maaltijd (boerenkool) zou worden gevierd. Al 400 jaar wordt deze traditie in stand gehouden.